# Romanus Teller (Geistlicher)
Romanus Teller (* 5. Dezember 1671 in Freiberg; † 8. März 1721 in Leipzig) war ein deutscher lutherischer Geistlicher und Theologe.

## Leben und Bedeutung
Teller, ein Enkel des Leipziger Pfarrers Abraham Teller und Sohn des Juristen Romanus Teller, studierte ab 1687 an der Universität Leipzig zunächst Rechtswissenschaft, dann Theologie. 1692 erwarb er das Baccalaureat, 1693 den Magistergrad. Nach einer Studienreise durch Deutschland und die Niederlande wurde er 1698 Stiftsprediger in Weimar. 1702 kehrte er in seine Heimatstadt zurück, um Subdiakon an der Thomaskirche zu werden. 1708 wechselte er als Subdiakon an die Nikolaikirche. Dort stieg er 1710 zum Diakon und 1714 zum  Archidiakon auf.
Teller hinterließ eine Reihe von Schriften, darunter Predigten (überwiegend Leichenpredigten), aber auch akademische Schriften zu verschiedenen Themen.

## Familie
Romanus Teller war mit Susanna Marie, der Tochter des Konrektors in Weimar Johann Christian Kromayer, verheiratet. Der Theologe Romanus Teller war ein gemeinsamer Sohn, Wilhelm Abraham Teller ein Enkel.

## Schriften (Auswahl)
- De Existimatione Philosophorum Gentilium, 1695[1]
- Secularisches Denck-Mahl der göttlichen Güte. Leipzig 1701 (Digitalisat).
- Ex poesi exegetica, de sportula Romanorum quotidiana. Leipzig 1703
- Das Andenken des Vergangenen, und die Vorstellung des Zukünftigen, als Erweckungen zur Busse, 1741